# Заводская Слобода (Рязанская область)
Заводская Слобода — деревня в России, расположена в Клепиковском районе Рязанской области. Входит в состав Бусаевского сельского поселения.

## Географическое положение
Деревня Заводская Слобода расположена у впадения в реку Пра реки Воровка, примерно в 14 км к юго-востоку от центра города Спас-Клепики. Ближайшие населённые пункты — село Гришино к северу, деревня Кирьяково к востоку и хутор Жуковские Выселки к югу.

## История
Заводская слобода возникла при стальной инструментальной фабрике графини А. П. де Броглио. Графиня, генерал-майорша Анна Петровна де Броглио унаследовала от своего отца, надворного советника Петра Ивановича Левашова, соседнее село Гришино. Однако, занятия сельским хозяйством на бедных песчаных почвах не приносили большого дохода. Тогда Анна Петровна организовала в 1803 г. фабрику по производству металлической посуды, инструмента, ножей и оружия. На фабрике работали крепостные крестьяне под руководством иностранных специалистов. Первоначально фабрика располагалась в селе Гришино и работала на конной тяге.
В 1806 г. А. П. де Броглио преподнесла образцы своей продукции императору Александру I и в том же году получила по его повелению кредит в тридцать тысяч рублей на 15 лет под 5 % годовых. На кредит была построена новая фабрика на берегу Пры с плотиной, обеспечивающей привод рабочих машин. При фабрике возникла слобода для рабочих.
В середине XIX века фабрика являлась крупнейшим металлобрабатывающим предприятием Рязанской губернии. В 1840 г. она была продана поручице Екатерине Максимовне Яковлевой. Продукция фабрики отличалась высоким качеством и была отмечена малой золотой похвальной медалью на выставке в Москве в 1843 г. и медалью 2-й степени на выставке в Лондоне в 1851 г. После отмены крепостного права фабрика пришла в упадок и была закрыта.
В 1905 году деревня Заводская Слобода относилась к Спас-Клепиковской волости Рязанского уезда и имела 88 дворов при численности населения 596 чел.

## Население
| 1859 | 1906 | 2010 |
| ---- | ---- | ---- |
| 388  | ↗596 | ↘23  |

## Транспорт и связь
Деревня связана с районным центром асфальтированной дорогой.
Деревню обслуживает сельское отделение почтовой связи Гришино (индекс 391034).

## Достопримечательности
Деревня находится на территории Мещёрского национального парка.
В 3 км к югу от деревни находится кордон 273 (кордон Желтова), описанный К. Г. Паустовским в одноимённом очерке.